# Лланвернський металургійний завод
51°34′19.2″ пн. ш. 2°54′47.9″ зх. д. / 51.572000° пн. ш. 2.913306° зх. д.

Лланвернський металургійний завод (англ. Llanwern steelworks) — металургійний завод в Уельсі, біля міста Ньюпорт. Був введений в дію 1962 року. До припинення на ньому у 2001 році доменного і сталеплавильного виробництва, був заводом з повним металургійним циклом. Після 2004 року більшу частину цехів на заводі було демонтовано. У 2012 році працювали лише прокатний та деякі інші цехи.
Спочатку завод мав назву «Spencer Works», а після націоналізації у 1967 році і підпорядкування компанії «British Steel» — Лланвернський металургійний завод. Назва походить від назви селища Лланверн (Ллануерн) (англ. Llanwern, валл. Llanwern).

## Історія
Завод було побудовано компанією «Річард Томас енд Болдвінз». Вартість будівництва становила 150 млн. фунтів стерлінгів. План було представлено 1956 року, будівництво почалося наприкінці 1959 року.
Завод почав роботу 25 жовтня 1962 року після урочистого відкриття, участь в якому взяла англійська королева Єлизавета II під час свого першого візиту до Ньюпорту з часу коронаційної подорожі у 1959 році.
На заводі було запущено один з перших киснево-конверторних цехів у Британії. Тут також вперше на британських заводах було вдало використано ЕОМ для контролю виробничого процесу у прокатному виробництві.
Завод працював з повним металургійним циклом, що включав в себе виробництво чавуну у доменних печах, переробку чавуну на сталь і прокатне виробництво.

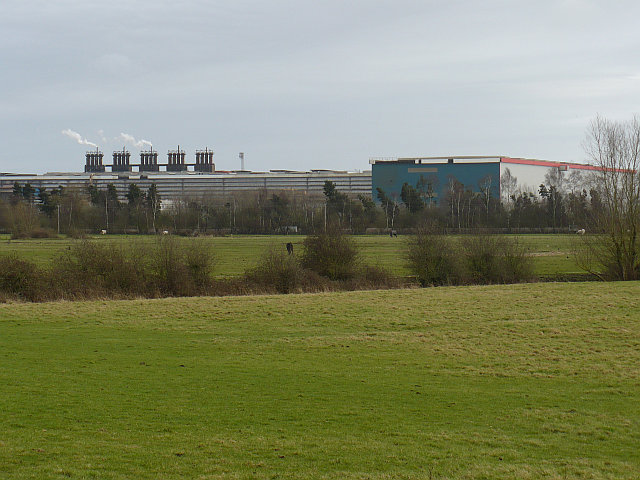
Вид на один з цехів заводу у 2008 році.

У вересні 2000 року компанія «Corus», якій належав завод, оголосила про намір витратити 35 млн фунтів стерлінгів на капітальний ремонт доменної печі, однак вже у грудні 2000 року було оголошено про закриття заводу через малий попит на його продукцію у Великій Британії і Європі та сильний фунт, що заважав експорту. На той момент на заводі працювало 3000 робітників. 2001 року більшість цехів заводу було закрито. 2004 року було розпочато демонтаж заводу — демонтовані доменні печі, сталеливарний цех тощо.
У січні 2009 року «Corus» заявила про зупинення цеху гарячої прокатки і звільнення понад 500 працівників. У серпні 2009 року «Corus» анонсував відновлення роботи прокатного виробництва. Однак, подальші проблеми, викликані кризою у Єврозоні, спонукали компанію знову законсервувати стани гарячої прокатки, починаючи з 24 листопада 2011 року з плановим відновленням роботи наприкінці 2012 року.

## Робота заводу
Станом на 2012 рік на заводі працювали прокатний цех, що випускав гарячий і холодний прокат, дві лінії з декапірування і лінія гальваностегії.

## Подальше використання території
Після демонтажу більшої частини заводу, звільнилася велика територія. За проектом влади Ньюпорту і уельського уряду на ділянці території колишнього заводу має бути побудований новий населений пункт — Глен-Ллин. Вартість проекту — 1 млрд фунтів стерлінгів, він був розрахований на 20 років і має бути завершеним до 2026 року.